# ATP Challenger Chichester
Der ATP Challenger Chichester (offiziell: Chichester Challenger) war ein Tennisturnier, das 1981 in Chichester, West Sussex, stattfand. Es gehörte zur ATP Challenger Tour und wurde im Freien auf Sand gespielt.

## Liste der Sieger

### Einzel
| Jahr | Sieger          | Finalgegner | Ergebnis      |
| ---- | --------------- | ----------- | ------------- |
| 1981 | Steve Krulevitz | Mark Vines  | 3:6, 6:3, 6:3 |

### Doppel
| Jahr | Sieger                 | Finalgegner                   | Ergebnis |
| ---- | ---------------------- | ----------------------------- | -------- |
| 1981 | Marty Davis Chris Dunk | Andrew Jarrett Jonathan Smith | 7:6, 6:1 |